# Chiiki Seitō Iwate
Die Chiiki Seitō Iwate (jap. 地域政党いわて, dt. etwa „Regionalpartei Iwate“) war eine politische Partei in der japanischen Präfektur Iwate – im rechtlichen Sinne handelte es sich um eine „politische Vereinigung“ (seiji dantai), keine Partei, da sie nicht im nationalen Parlament vertreten war oder bei nationalen Wahlen angetreten ist. Die Partei war mit vier von 48 Abgeordneten drittstärkste Kraft im Präfekturparlament und war in einigen Kommunalparlamenten in Iwate vertreten. Parteivorsitzender war der Präfekturparlamentsabgeordnete Tadashi Iizawa.
Gegründet wurde die Partei im April 2010 von mehreren Mitgliedern der aus Unabhängigen und SDP-Mitgliedern bestehenden Fraktion Seiwa/Shamin Club (政和・社民クラブ) im Präfekturparlament und im Stadtrat von Ōshū. In ihrer Gründungserklärung wies sie den zentralstaatlichen Parteien Zentralismus und mangelnde Rücksicht auf die Perspektive der Bürger in der Lokalpolitik zu und fordert „echte Souveränität der Bürger“ und eine „lebendige Demokratie“. Konkret wollte sie unter anderem die Präfektur- und Kommunalparlamente gegenüber den Gouverneuren und Bürgermeistern stärken, das Gesetz über die Parteienfinanzierung so ändern, dass auch Regionalparteien darin berücksichtigt sind und die Wirtschaft der Präfektur unter anderem durch die Förderung erneuerbarer Energien und von Regionalgeld stärken. Ihre zentralen politischen Forderungen hat sie in einem Acht-Punkte-Programm festgehalten. Für den Wiederaufbau nach dem Großen Ostjapanischen Erdbeben 2011 hat sie außerdem ein Wiederaufbau-Parteiprogramm (復興マニフェスト, fukkō manifesuto) formuliert.
Im Juni 2011 vereinbarte die Chiiki Seitō Iwate eine Kooperation mit der Kyōto-Partei (Kyōto-tō) im Rat der Stadt Kyōto. Bei der Gouverneurswahl in Iwate 2011 unterstützte die Partei gemeinsam mit den Oppositionsparteien LDP und SDP die erfolglose Kandidatur des ehemaligen Präfekturparlamentsabgeordneten Hiroyuki Takahashi gegen den DP-gestützten Gouverneur Takuya Tasso. Bei der gleichzeitig durchgeführten Parlamentswahl verlor die Partei ein Mandat, blieb aber drittstärkste Kraft.